# Wilhelm Hahn
Wilhelm Traugott Ferdinand Hahn (ur. 14 maja 1909 w Dorpacie, zm. 9 grudnia 1996 w Heidelbergu) – niemiecki polityk, teolog i duchowny luterański, deputowany Bundestagu i poseł do Parlamentu Europejskiego, były rektor Uniwersytetu w Heidelbergu, minister edukacji oraz wicepremier w rządzie Badenii-Wirtembergii.

## Życiorys
Pochodził z rodziny duchownych luterańskich osiadłych na terenie Estonii. Jego ojciec Traugott Hahn był kapłanem i wykładowcą teologii w Dorpacie, w 1919 został zastrzelony przez Armię Czerwoną ze względu na kontynuowanie działalności religijnej pomimo zakazu. Jego rodzina uciekła wówczas do Niemiec, zamieszkując w Gütersloh. W młodości należał do Zakonu Młodych Niemców. Studiował teologię protestancką na uczelniach Tybindze, Getyndze, Bonn i Münster. W 1933 zdał egzamin państwowy I stopnia, a w 1936 drugiego stopnia, również w 1936 otrzymał święcenia. Przez niecały rok był prywatnym nauczycielem na terenie Austrii, następnie powrocie do Niemiec pod koniec 1933 działał w Stahlhelm i Kościele Wyznającym. Po obronie doktoratu z teologii na Uniwersytecie w Tybindze (1937) został proboszczem parafii w Minden. W 1942 wcielony do Wehrmachtu, służył jako kapelan i sanitariusz na wyspie Jersey. Po jej wyzwoleniu w 1945 dostał się do niewoli, z której powrócił w 1946. Po wojnie rozpoczął pracę w radzie Kościoła Ewangelickiego w Westfalii, w 1949 został Superintendentem dekanatu Minden. W 1950 objął stanowisko profesora teologii praktycznej na Uniwersytecie w Heidelbergu, w latach 1958–1960 zajmował stanowisko rektora tej uczelni. W 1954 wybrany biskupem Ewangelicko-Luterańskiego Kościoła Krajowego Oldenburga, nie objął jednak stanowiska ze względu na konflikty wewnątrz synodu. Autor licznych publikacji naukowych i książek.
W 1956 wstąpił do Unii Chrześcijańsko-Demokratycznej, działał w ramach ewangelickiej grupy roboczej CDU-CSU. Od 1962 do 1964 zasiadał w Bundestagu, w którym zastąpił Hermanna Finckha. Od 1964 do 1978 pozostawał ministrem edukacji w rządach Badenii-Wirtembergii kierowanych przez Kurta Georga Kiesingera i Hansa Filbingera, od 1972 był ponadto wicepremierem. W 1966 ubiegał się o fotel szefa rządu landu, zasiadał także w badeńsko-wirtemberskim landtagu (1968–1980). W 1979 i 1984 wybierany posłem do Parlamentu Europejskiego, z mandatu zrezygnował w 1987. Należał do Europejskiej Partii Ludowej, był m.in. wiceprzewodniczącym Delegacji ds. stosunków z państwami Azji Południowej. W późniejszych latach szef towarzystwa niemiecko-indyjskiego oraz rady instytutu zajmującego się stosunkami międzynarodowymi.
Był żonaty z Elisabeth z domu Rutgers, miał dwoje dzieci.

## Odznaczenia i wyróżnienia
Odznaczony m.in. Wielkim Krzyżem Zasługi z Gwiazdą (1969) oraz Wielkim Krzyżem Zasługi z Gwiazdą i Wstęgą (1974) Orderu Zasługi Republiki Federalnej Niemiec, Orderem Zasługi Badenii-Wirtembergii (1984) oraz medalem miasta Heidelberg. Otrzymał doktoraty honoris causa z teologii na Uniwersytecie w Tybindze (1958) oraz z medycyny na Uniwersytecie w Ulm (1978).